# Defetizam
Defetizam (iz francuskog défaitisme, od défaite, „poraz“) označava prihvaćanje poraza bez borbe. U svakodnevnoj uporabi, defetizam ima negativnu konotaciju i često je povezan s izdajom i pesimizmom.
Izraz se obično rabi vezano uz rat: vojnik može biti pobijeđen, ako se ne bori jer misli da će bitka zasigurno biti izgubljena, ili da se ne isplati boriti zbog nekog drugog razloga.